# شورفورستليش فوشسجاجد

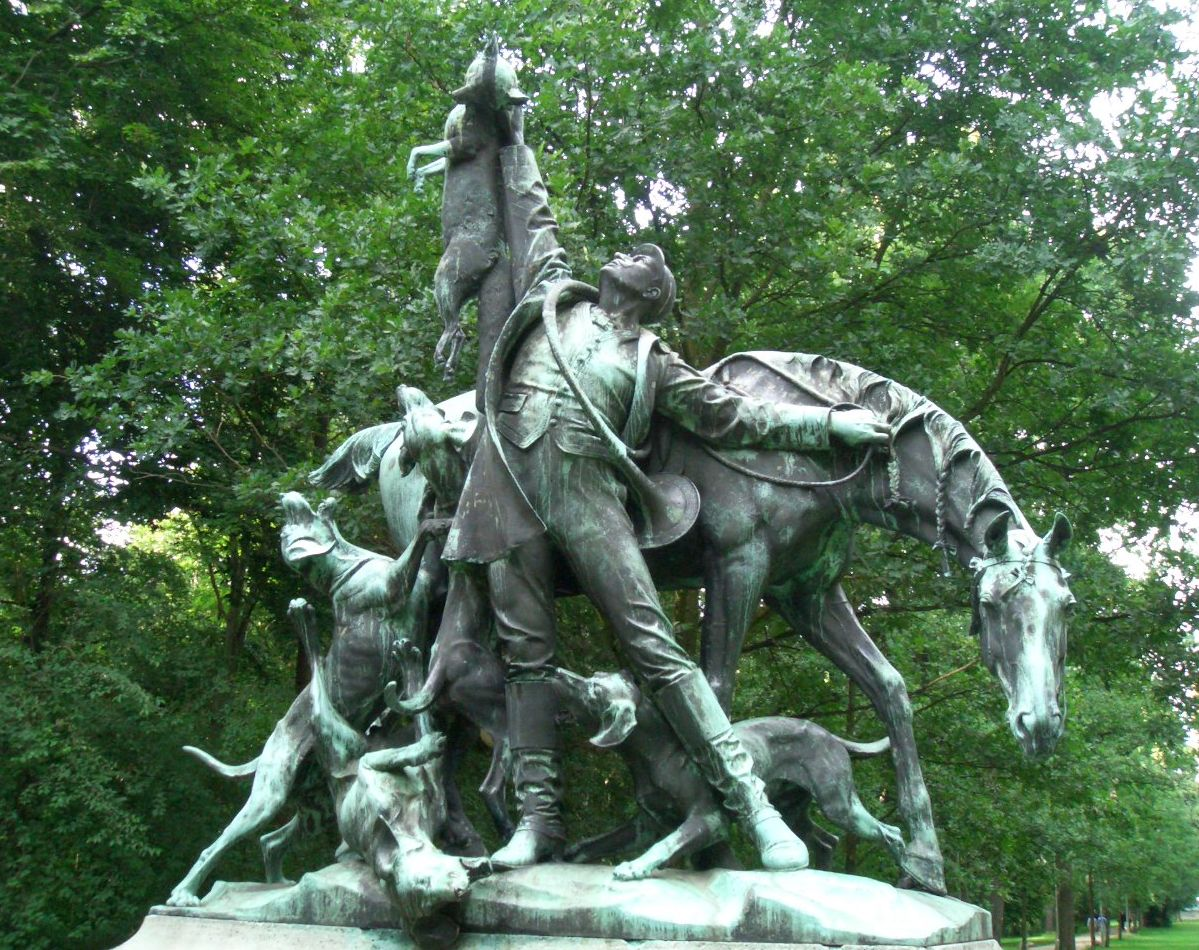
التمثال سنة 2008

شورفورستليش فوشسجاجد هو تمثال منحوت قام به فيليم هافيركامب سنة 1904، يوجد بمدينة برلين في ألمانيا.